# Sapiens - Un solo pianeta
Sapiens - Un solo pianeta è un programma televisivo di divulgazione scientifica in onda in prima serata su Rai 3 dal 16 marzo 2019 con la conduzione di Mario Tozzi. Quest'ultimo, geologo e primo ricercatore del CNR, aveva già condotto nella stessa fascia oraria il programma Gaia - Il pianeta che vive, sempre su Rai 3. Il nome del programma deriva dall'Homo Sapiens, la cui evoluzione, il cui futuro e il cui rapporto con la natura sono uno dei principali argomenti di trattazione del programma.

## Il programma
Il programma spazia tra vari argomenti, ponendo domande e rispondendo con indagini sul campo sull'uomo, sulla natura, sullo spazio, sulla Terra e sul futuro dei Sapiens.
Va in onda per otto puntate, ognuna dedicata a uno specifico tema: i fiumi troppo spesso dimenticati, l'evoluzione dell'Homo sapiens, la Luna e la Terra vista dalla Luna, i terremoti, le città del passato e quelle del futuro, il Mar Mediterraneo, Leonardo e il metodo scientifico, le strade fisiche e quelle immateriali, che collegano mondi diversi. Tra i luoghi esplorati dal programma ci sono Gerusalemme, i templi di Malta, i fiumi Nilo e Tagliamento, l'Etna, la strada romana dell'Appia e il Ponte Morandi.
Tutte le puntate si aprono e si chiudono con Mario Tozzi in studio con una breve conferenza-racconto che all'inizio pone le domande al centro della puntata e alla fine prova a tirare le fila del suo percorso di esplorazione e di indagine.

## Edizioni
| Edizione | Anno | Conduzione  | Periodo          | Periodo          | Puntate | Regia       |
| Edizione | Anno | Conduzione  | Inizio           | Fine             | Puntate | Regia       |
| -------- | ---- | ----------- | ---------------- | ---------------- | ------- | ----------- |
| 1ª       | 2019 | Mario Tozzi | 16 marzo 2019    | 4 maggio 2019    | 8       | Luca Lepone |
| 2ª       | 2020 | Mario Tozzi | 15 febbraio 2020 | 4 aprile 2020    | 6       | Luca Lepone |
| 2ª       | 2020 | Mario Tozzi | 24 ottobre 2020  | 28 novembre 2020 | 5       | Luca Lepone |
| 3ª       | 2021 | Mario Tozzi | 24 aprile 2021   | 12 giugno 2021   | 7       | Luca Lepone |
| 3ª       | 2021 | Mario Tozzi | 13 novembre 2021 | 18 dicembre 2021 | 6       | Luca Lepone |
| 4ª       | 2022 | Mario Tozzi | 21 maggio 2022   | 18 giugno 2022   | 5       | Luca Lepone |
| 4ª       | 2022 | Mario Tozzi | 15 ottobre 2022  | 12 novembre 2022 | 5       | Luca Lepone |
| 5ª       | 2023 | Mario Tozzi | 18 febbraio 2023 | 25 marzo 2023    | 6       | Luca Lepone |
| 5ª       | 2023 | Mario Tozzi | 25 novembre 2023 | 30 dicembre 2023 | 6       | Luca Lepone |
| 6ª       | 2024 | Mario Tozzi | 11 maggio 2024   | 22 giugno 2024   | 6       | Luca Lepone |
| 7ª       | 2024 | Mario Tozzi | 16 novembre 2024 | 21 dicembre 2024 | 6       | Luca Lepone |
| 8ª       | 2025 | Mario Tozzi | 10 maggio 2025   | 14 giugno 2025   | 6       | Luca Lepone |

## Audience
| Edizione | Rete televisiva | Anno | Stagione                           | Programmazione | Programmazione | Programmazione | Programmazione | Programmazione | Programmazione | Programmazione | Collocazione | Media auditel  | Media auditel |
| Edizione | Rete televisiva | Anno | Stagione                           | L              | M              | M              | G              | V              | S              | D              | Collocazione | Telespettatori | Share         |
| -------- | --------------- | ---- | ---------------------------------- | -------------- | -------------- | -------------- | -------------- | -------------- | -------------- | -------------- | ------------ | -------------- | ------------- |
| 1ª       | Rai 3           | 2019 | inverno-primavera                  |                |                |                |                |                |                |                | prima serata |                |               |
| 2ª       | Rai 3           | 2020 | inverno-primavera, autunno         |                |                |                |                |                |                |                | prima serata |                |               |
| 3ª       | Rai 3           | 2021 | primavera, autunno                 |                |                |                |                |                |                |                | prima serata |                |               |
| 4ª       | Rai 3           | 2022 | primavera, autunno                 |                |                |                |                |                |                |                | prima serata |                |               |
| 5ª       | Rai 3           | 2023 | inverno-primavera, autunno-inverno |                |                |                |                |                |                |                | prima serata |                |               |
| 6ª       | Rai 3           | 2024 | primavera-estate                   |                |                |                |                |                |                |                | prima serata |                |               |
| 7ª       | Rai 3           | 2024 | autunno                            |                |                |                |                |                |                |                | prima serata |                |               |
| 8ª       | Rai 3           | 2025 | primavera                          |                |                |                |                |                |                |                | prima serata |                |               |

## Spin-off

### Sapiens Files
Durante il periodo estivo, va in onda il programma Sapiens Files nella fascia preserale di Rai 3: vengono presentati alcuni servizi e interventi di Mario Tozzi tratti dalle puntate già trasmesse.